# Пињатаро (Фрозиноне)
Пињатаро је насеље у Италији у округу Фрозиноне, региону Лацио.
Према процени из 2011. у насељу је живело 87 становника. Насеље се налази на надморској висини од 349 м.